# Крај Доњи
Крај Доњи је насељено место у саставу општине Марија Горица у Загребачкој жупанији, Хрватска. До територијалне реорганизације у Хрватској налазио се у саставу старе загребачке приградске општине Запрешић.

## Становништво
На попису становништва 2011. године, Крај Доњи је имао 493 становника.

## Попис1991.
На попису становништва 1991. године, насељено место Крај Доњи је имало 458 становника, следећег националног састава:
| Попис 1991.‍ | Попис 1991.‍ | Попис 1991.‍ | Попис 1991.‍ | Попис 1991.‍ |
| ----------- | ----------- | ----------- | ----------- | ----------- |
|             |             |             |             |             |
| Хрвати      | Хрвати      |             | 446         | 97,37%      |
| Словенци    | Словенци    |             | 5           | 1,09%       |
| Македонци   | Македонци   |             | 1           | 0,21%       |
| Немци       | Немци       |             | 1           | 0,21%       |
| Пољаци      | Пољаци      |             | 1           | 0,21%       |
| непознато   | непознато   |             | 4           | 0,87%       |
| укупно: 458 |             |             |             |             |